# Marienstraße 18 (Stralsund)

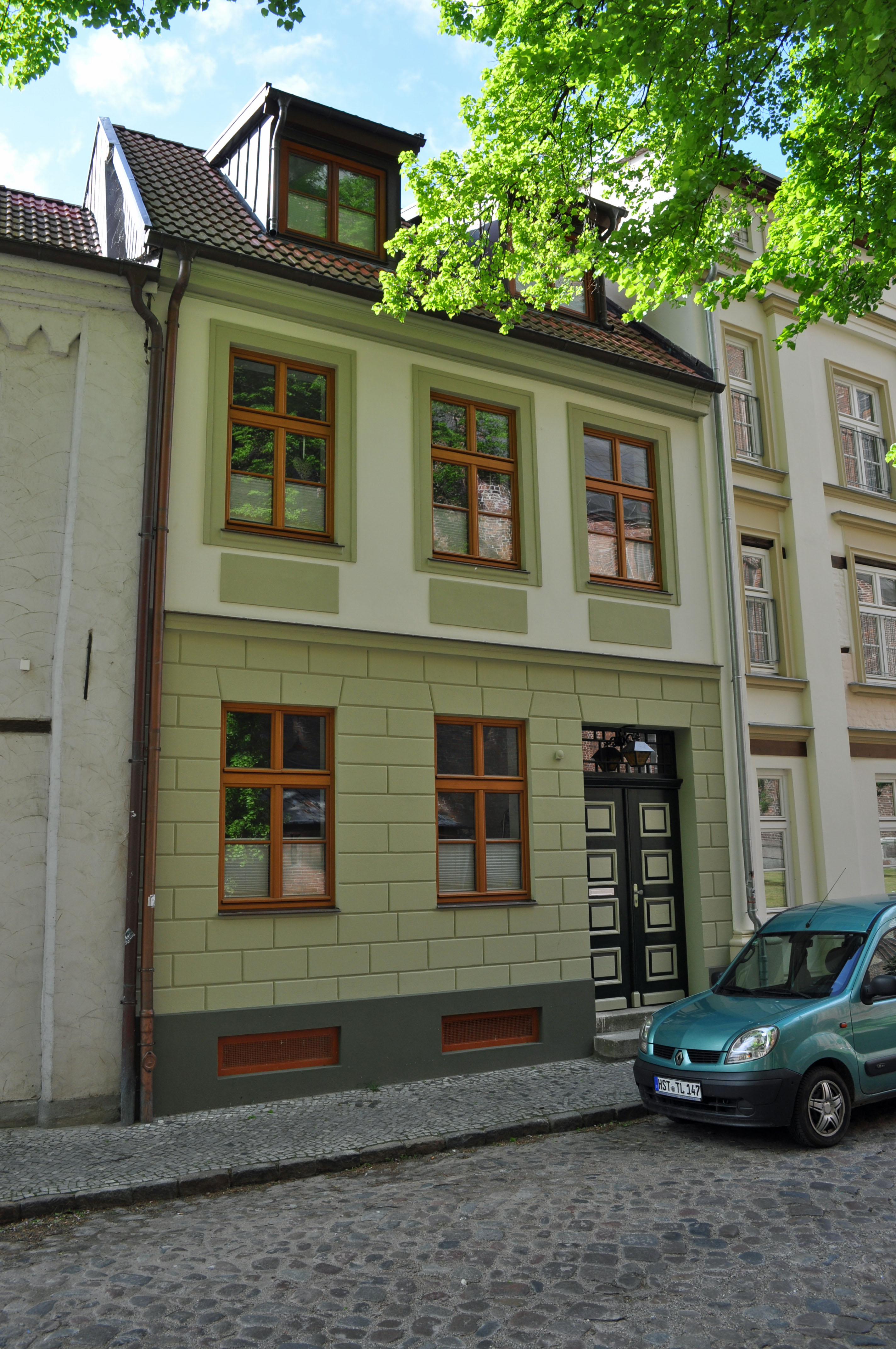
Das Haus Marienstraße 18 in Stralsund (2012)

Das Gebäude mit der postalischen Adresse Marienstraße 18 ist ein denkmalgeschütztes Bauwerk in der Marienstraße in Stralsund.
Der zweigeschossig, dreiachsige Putzbau wurde in der zweiten Hälfte des 19. Jahrhunderts errichtet.
Das Erdgeschoss weist Putzrustika auf. An den Fenstern im Obergeschoss sind Putzfaschen angebracht. Die zweiflügelige Haustür weist spätklassizistische Elemente auf.
Im Hof steht ein zweigeschossiger Anbau; er birgt im Erdgeschoss mittelalterliche Bausubstanz.
Das Haus liegt im Kerngebiet des von der UNESCO als Weltkulturerbe anerkannten Stadtgebietes des Kulturgutes „Historische Altstädte Stralsund und Wismar“. In die Liste der Baudenkmale in Stralsund ist es mit der Nummer 513 eingetragen.